# Эккенер, Хуго
Ху́го (Гу́го) Э́ккенер (Э́кенер) (нем. Hugo Eckener; 10 августа 1868, Фленсбург — 14 августа 1954, Фридрихсхафен) — немецкий воздухоплаватель.

## Биография
Родился 10 августа 1868 года в городе Фленсбург в семье мелкого торговца и кустарного производителя сигар и дочери сапожника. В 1888 году окончил фленсбургскую гимназию и поступил на кафедру философии Мюнхенского университета. С 1890 (1889?) учился в Берлинском, а с 1891 в Лейпцигском университетах, где изучал также психологию, экономику и историю. Защитил докторскую (по классификации, принятой в Российской Федерации и бывшем СССР — кандидатскую) диссертацию на тему колебаний восприятия при минимальных раздражениях органа чувств (?) («Untersuchungen über die Schwankungen der Auffassung minimaler Sinnesreize», 1892). После этого вернулся во Фленсбург, чтобы отбыть воинскую повинность. После окончания службы Хуго Эккенер остался во Фленсбурге и занимался журналистикой и парусным спортом на Балтийском море. В 1897 году женился на дочери хозяина фленсбургской типографии, после чего молодая чета отправилась в длительное путешествие по Ближнему Востоку. После возвращения в Германию Хуго Эккенер с женой поселился в Мюнхене. После он продолжил работу над небольшой книгой «Нехватка рабочей силы или денежный голод?» («Arbeitermangel oder Geldknappheit?», 1908) на тему проблем капитализма. Начиная с 1900 года Эккенер писал статьи во «Франкфуртскую газету» («Frankfurter Zeitung»), от которой вскоре получил предложение написать репортаж об экспериментальном полёте дирижабля графа Цеппелина. Репортаж Хуго Эккенер написал довольно критический, будучи тогда ещё противником дирижаблей. Поздней осенью 1905 года граф Цеппелин произвёл очередной экспериментальный полёт на своём дирижабле, который закончился вынужденной посадкой в горах. Хуго Эккенер осмотрел приземлившийся дирижабль, после чего опять написал критическую статью для «Франкфуртской газеты», в которой на этот раз приводились предложения по ликвидации технических проблем. После этого граф Цеппелин лично явился к Хуго Эккенеру с целью проведения беседы о технических проблемах дирижабля. Результатом стало включение Хуго Эккенера в работы по созданию более совершенного летательного аппарата. Кроме посильного участия в технической работе, Хуго Эккенер писал газетные статьи в защиту нового проекта. Этой работой он был занят до июня 1908 года, когда новый дирижабль графа Цеппелина потерпел крушение. Однако эта катастрофа, счастливым образом обошедшаяся без человеческих жертв, не нанесла особого ущерба его делу, так как дирижабли стали весьма популярными в народных массах и в течение короткого времени были собраны пожертвования в размере 6 млн. марок. Хуго Эккенер остался при графе Цеппелине.
В 1910 году Хуго Эккенер получил должность капитана дирижабля и управляющего полётами в созданном графом Цеппелином акционерном обществе «Германские дирижабли». После начала Первой мировой войны в 1914 году Хуго Эккенер подал прошение на принятие его в Военно-воздушные силы с целью управления боевым дирижаблем. Но в бой он послан не был, взамен этого Хуго Эккенер был назначен инструктором лётчиков в лётной школе в городке Нордхольц. После смерти графа Цеппелина в 1917 году Хуго Эккенер занял его место. Домой он вернулся лишь в ноябре 1918 года, под конец войны. По условиям мирного договора Германии было запрещено строить дирижабли большого размера, что сильно ударило по деятельности Хуго Эккенера.
В 1920 году начались переговоры между компанией Хуго Эккенера и ВМС США относительно строительства большого дирижабля для американской армии. Хуго Эккенер предложил передать американцам дирижабль новой конструкции при условии, что США откажутся от репараций 3,2 млн. марок золотом. В 1921 году правительство США согласилось принять эти условия. В 1922 году началось строительство дирижабля LZ 126. Воздушный корабль был завершён в сентябре 1924 года. Согласно условиям, дирижабль должен был быть доставлен на территорию Соединённых Штатов компанией Хуго Эккенера. Он принял решение управлять LZ 126 самостоятельно.

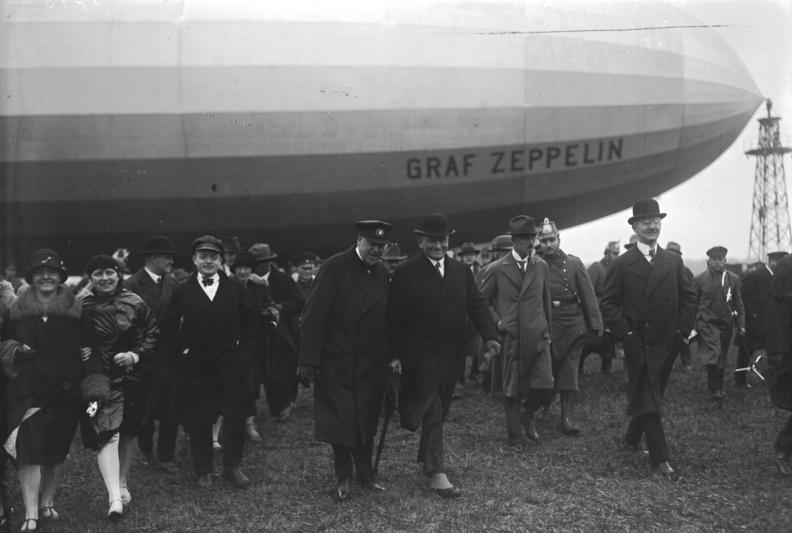
После приземления дирижабля «Граф Цеппелин», 1928 год (Эккенер в центре).

12 октября 1924 года (12 октября 1492 года Колумб открыл Америку) дирижабль LZ 126 вылетел под управлением Хуго Эккенера в США. 15 октября воздушный корабль пролетел над Нью-Йорком и приземлился в Лэйкхёрсте. После многих встреч, церемоний, званых обедов и т. п. Эккенер во второй половине ноября 1924 года вернулся на пароходе в Германию. В том же году город Фленсбург наградил его титулом почётного гражданина.
После этого Эккенер работал над постройкой самого современного дирижабля — LZ 127, названного «Граф Цеппелин». Корабль был закончен в 1928 году, и в конце того же года Хуго Эккенер совершил на нём несколько экспериментальных полётов.
В 1929 году Эккенер принял решение облететь с целью рекламы земной шар на дирижабле. 1 августа дирижабль под руководством Эккенера вылетел из Фридрихсхафена по направлению к Лэйкхёрсту, то есть на запад. Дело в том, что перелёт должен был официально стартовать в Лэйкхёрсте, в направлении на восток. Другими словами, Хуго Эккенеру надо было перелететь Атлантику два раза. Связано это было с тем, что треть нужной для полёта суммы дал один американский капиталист, чьим условием были начало и конец экспедиции на территории США. 5 августа дирижабль прибыл в Лэйкхёрст, а 7 августа началась «официальная» часть полёта. 9 августа дирижабль парил над Ла-Маншем, а 10 августа приземлился во Фридрихсхафене. 15 августа начался беспосадочный перелёт в Токио по маршруту Фридрихсхафен — Ульм — Нюрнберг — Лейпциг — Берлин — Штеттин — Данциг (Гданьск) — Кёнигсберг (Калининград) — Тильзит (Советск) — Вологда — Пермь — устье Иртыша (район Ханты-Мансийска) — устье Нижней Тунгуски (район Туруханска) — Якутск — Аян — Николаевск-на-Амуре — Токио. Затем был совершён беспосадочный перелёт над Тихим океаном: Токио — Сан-Франциско — Лос-Анджелес. Таким образом, Эккенер совершил первое в истории кругосветное путешествие на дирижабле. За этот перелет был награждён золотой авиационной медалью ФАИ.
В 1931 году в Арктику должен был направиться на подводной лодке известный полярный исследователь Хуберт Уилкинс, чтобы встретиться с Хуго Эккенером на Северном полюсе и обменяться филателистической почтой. Эккенер это предложение принял. 24 июля 1931 из Фридрихсхафена в направлении Северного полюса вылетел дирижабль «Граф Цеппелин» с Хуго Эккенером. После кратковременной остановки в Берлине, дирижабль полетел через Штеттин, Хельсинки и Нарву в Ленинград, где была совершена очередная остановка. 26 июля полёт возобновился по маршруту Ленинград — Ладожское озеро — Онежское озеро — устье Онеги — Архангельск — Белое море — Баренцево море — Земля Франца-Иосифа. Рядом с Землёй Франца-Иосифа «Граф Цеппелин» сел на воду, после чего произошла запланированная встреча с экипажем советского ледокола «Малыгин». После обмена филателией дирижабль поднялся в воздух и полетел в сторону Арктического мыса, северной оконечности Северной Земли. Пролетев над Северной Землёй, экспедиция Хуго Эккенера углубилась в Таймырский полуостров и, пролетев над озером Таймыр, направилась к устью Енисея. Сбросив над Диксоном привезенные из Ленинграда провиант и прессу, «Граф Цеппелин» направился к мысу Желания, северной оконечности Новой Земли. Пролетев 29 июля над всей Новой Землёй от севера до юга, дирижабль направился в сторону Ленинграда. Встреча с Хубертом Уилкинсом из-за неполадок на его подводной лодке так и не состоялась.
Получив предложение начать почтовое сообщение Амстердам — Батавия, Хуго Эккенер предпринял в конце 1932 — начале 1933 поездку в Индию с целью обследования возможных посадочных мест для дирижаблей. Вернулся Хуго Эккенер в Германию уже после прихода к власти нацистов 30 января 1933.
Отношения Хуго Эккенера с нацистами оставались прохладными на всём протяжении их диктатуры. Ещё в 1932 он судился с их юмористической газетой «Крапива» (Brennessel), которая напечатала против него карикатуру. Предпосылкой была произнесённая им антинацистская речь. В результате «Крапива» была вынуждена возместить Эккенеру моральный ущерб суммой в 50 рейхсмарок. Во время существования «Третьего рейха» Эккенер несколько раз отвергал предложения нацистов вести пропаганду в пользу Гитлера и его идей. Кроме того, Хуго Эккенер так и не вступил в нацистскую партию.
Умер Хуго Эккенер 14 августа 1954 года в своём частном доме во Фридрихсхафене.

## Награды
- Медаль Котениуса (1925)
- Золотая авиационная медаль ФАИ (1931)
- Медаль Дэниела Гуггенхайма (1937)[5]